# Hicham Zerouali
Hicham Zerouali (ur. 17 stycznia 1977, zm. 4 grudnia 2004) – marokański piłkarz występujący na pozycji napastnika. W trakcie swojej kariery reprezentował kluby z Europy, Afryki oraz Bliskiego Wschodu. W reprezentacji Maroka rozegrał 17 spotkań i zdobył 3 gole. W Aberdeen przez pewien czas Zerouali grał z numerem 0.

## Kariera
W 1999 roku Zerouali został ściągnięty do Aberdeen przez ówczesnego menadżera klubu, Ebbe Skovdahla. W 2000 roku stał się pierwszym graczem w Szkocji, którzy przywdział koszulkę z numerem zero. W jednym z bardziej pamiętnych spotkań zdobył hat-tricka w spotkaniu przeciwko Dundee F.C..
W styczniu 2000 roku w spotkaniu Pucharu Szkocji przeciwko St. Mirren Zerouali zdobył gola strzałem z rzutu wolnego z odległości około 27 metrów od bramki. Swoim golem przyczynił się również do zwycięstwa 2-0 i tym samym pomógł awansować do kolejnej rundy rozgrywek. Ostatecznie Aberdeen dotarło do finału krajowego pucharu.
W 2000 roku Zerouali doznał poważnej kontuzji podczas spotkania z Motherwell i z jej powodu nie znalazł się w kadrze reprezentacji na Igrzyska Olimpijskie w Sydney.
Z czasem Marokańczyk popadł w niełaskę menadżera Aberdeen i w 2002 roku zdecydował się odejść do saudyjskiego klubu An-Nassr. Rok później powrócił do ojczyzny, do klubu FAR Rabat.
W reprezentacji Maroka rozegrał 17 spotkań i zdobył 3 gole. W 2002 roku wraz z kadrą pojechał na Puchar Narodów Afryki w Mali i zdobył dwa gole w wygranym 2-1 spotkaniu z reprezentacją Burkina Faso. Wcześniej, w 1997 roku, został także powołany na Mistrzostwa świata U-20.
4 grudnia 2004 roku Zerouali w wieku 27 lat zginął w wypadku samochodowym w Rabacie. W ostatnią sobotę przed wypadkiem zdobył dwa gole w ligowym spotkaniu swojego klubu. W Aberdeen pozostawił swoją partnerkę, z którą miał córkę.